# Наркокартель
Наркокартель — криминальная организация, занимающаяся операциями по нелегальной торговле наркотиками. Уровень разнится от слабо контролируемых соглашений до коммерческих предприятий. Термин применяется, когда крупные торговцы наркотиками договариваются о координации производства и распространения наркотических веществ. С прекращением действия договора наркокартели больше не считаются картелями, но это слово стало популярным обозначением любой торгующей наркотиками организации, например в Афганистане, Аргентине, Боливии, Бразилии, Мьянме, Китае, Колумбии, Доминиканской Республике, Сальвадоре, Франции, Гватемале, Гаити, Гондурасе, Израиле, Италии, Ямайке, Японии, Лаосе, Мексике, Нидерландах, Нигерии, Пакистане, Парагвае, Перу, Пуэрто-Рико, России, Таиланде, Тринидаде и Тобаго, Турции, Великобритании и США.
Наркокартель имеет следующую структуру:
- Соколы (исп.: Halcones): считаются «глазами и ушами» своей группировки на улицах, низшая позиция в любом наркокартеле. В сферу занятий входит слежка и информирование о действиях полиции, военных и конкурентов[1].
- Боевики (исп.: Sicarios): вооружённые силы картеля, ответственные за совершение убийств, вымогательства, кражи, крышевание, защиту территории от сил правопорядка, военных и конкурентов[2][3].
- Лейтенанты (исп.: Lugartenientes): занимаются контролем за боевиками и соколами на своей территории. Могут совершать убийства без разрешения начальства, но только низкопрофильные[4].
- Наркобароны (исп.: Capos): наивысшая позиция в любом наркокартеле, ответственная за надзор над производством наркотиков, назначение территориальных лидеров, заключение альянсов и организацию высокопрофильных убийств[5].

В наркокартелях присутствуют и другие группы, вроде производителей наркотиков и поставщиков, хотя они и не входят в первичную структуру. Также существуют критические управленцы, финансисты и отмыватели денег. Поставщики оружия не относятся напрямую к логистическому устройству картеля.

## Африка
- Нигерийская мафия

## Америка

### Южная Америка

#### Венесуэла
Эта страна исторически является частью маршрута по транспортировке наркотиков из Колумбии в США, маршрут пролегает через территорию Центральной Америки, Мексики, Республики Гаити, Доминиканской республике и Пуэрто-Рико. Согласно ООН, с 2002 года наблюдается рост перевозки кокаина через территорию Венесуэлы. В 2005 году страна прекратила сотрудничество с управлением по борьбе с наркотиками (DEA), обвинив его сотрудников в шпионаже в пользу США. После этого DEA расширила сотрудничество с властями Колумбии, из-за чего Венесуэла стала более привлекательна для перевозки наркотиков. С 2008 по 2012 год Венесуэла упала до шестого места по количеству конфискованного кокаина.
К местным картелям относят:
- Мафиозный клан Кантрера-Каруана переехал в Венесуэлу приобретя ряд отелей и предприятий в Валенсии и Каракасе[16]. На границе с Колумбией ему принадлежит крупное ранчо в штате Баринас. По мнению итальянской полиции, латиноамериканцы сумели воспроизвести иерархию и структуру мафии. Клан имеет прямые связи с Комиссией сицилийской мафии, а также официальное признание со стороны американской Козы ностра[16].

Паскуаль, Паоло и Гаспар Кантрера были высланы из Венесуэлы в 1992 году по приказу местного Сената, за этим стояли сенатор Кристобаль Фернандез Дало и следователем сенатской комиссии по борьбе с отмыванием денег Тором Халворссеном. Братья были арестованы в сентябре в римском аэропорту Фьюмичино, в 1996 году их приговорили к тюремному заключению на срок от 13 до 20 лет.
- Картель Норте дел Валле: В 2008 году лидер колумбийского наркокартеля Wilber Varela был найден убитым в венесуэльском штате Мерида (штат Венесуэлы)[19]. В 2010 году местная полиция арестовала и депортировала в США нового главу картеля Джэйми Альберто «Бето» Марина[20].
- Картель Солнц[англ.]. Заместитель редактора редакционной страницы The Washington Post Джексон Диль сообщал о предоставлении убежища этой группировке венесуэльским правительством, а также предоставлении помощи в организации трафика со стороны Уго Чавеса и Досдадо Кабельо[21]. В марте 2020 года Министерство юстиции США предъявило обвинение в контрабанде наркотиков президенту Венесуэлы Николасу Мадуро, по данным Минюста США Мадуро был одним из лидеров "Картеля солнца", американские власти предложили 15 млн долларов за информацию, которая поможет в аресте Мадуро. Также обвинение в наркоторговле было выдвинуто 14 бывшим и действующим венесуэльским официальным лицам, в том числе министру обороны Венесуэлы Падрино Лопесу[22][23].

В мае 2015 года The Wall Street Journal со ссылкой на американских чиновников сообщило, что в Венесуэле резко увеличился оборот нелегальной торговли наркотиков из-за переезда туда колумбийских наркоторговцев под давлением колумбийских правоохранителей. Сотрудники Департамента юстиции США обвиняли высшие военные и правительственные круги Венесуэлы в содействии этому теневому бизнесу. Информация была получена от бывших членов правительства и бывших наркоторговцев.

#### Колумбия
Незаконный оборот наркотиков чрезвычайно широко распространён в Колумбии, в период между 1993 и 1999 годами Колумбия стала основным производителем коки и кокаина в мире, а также одним из основных экспортёров героина. По состоянию на 2011 год, Колумбия оставалась крупнейшим производителем кокаина в мире. Главари колумбийского наркобизнеса («колумбийские наркобароны»), такие как Пабло Эскобар и Карлос Ледер, сколотили огромные состояния и долгое время входили в круг самых богатых и опасных людей в мире.
Бурное развитие наркобизнеса в Колумбии во многом было обусловлено мировым спросом на психоактивные вещества в 1960 −1970-х годах, наличием плантаций коки в стране, низким уровнем жизни населения и в силу этого — сравнительно низкой себестоимостью производства наркотиков на основе коки. Так, стоимость 1 килограмма кокаина в Колумбии составляет 1500 $, а у наркодилеров США доходит до 50 000 $.
С начала 1970-х, когда правительство США объявило войну наркотикам, США и европейские страны оказывают финансовую, материально-техническую, тактическую и военную помощь правительству Колумбии в целях реализации планов по борьбе с незаконным оборотом наркотиков. Наиболее известным планом по борьбе с наркобизнесом был План «Колумбия», предназначенный также для борьбы с ультралевыми организациями, такими как ФАРК, которые контролируют многие районы выращивания коки на протяжении последних десятилетий.
Благодаря усилиям правительства Колумбии производство наркотиков в стране медленно снижается. По одним данным, после пика производства кокаина в 2000 году, в 2010 году его производство сократилось на 60 %, но, согласно другим данным, оно, наоборот, выросло с 463 тонн в 2001 году до 610 тонн в 2006 году. Уровень преступности, связанной с наркобизнесом, чрезвычайно высок, количество умышленных убийств в стране в период 1995—2011 составило 33,4 на 100 тысяч населения.
Несмотря на большие объёмы производства наркотиков, уровень потребления наркотиков в самой Колумбии меньше, чем в США и во многих странах Европейского союза.

## Известные наркокартели
Колумбийские наркокартели:
- Медельинский кокаиновый картель — крупный колумбийский наркокартель, возникший в городе Медельин (Колумбия) — родном городе наркобарона Пабло Эскобара.
- Наркокартель Кали — колумбийский наркокартель, существовавший с 1977 года по 1998 год и занимавшийся незаконным оборотом наркотиков, вымогательством, отмыванием денег, похищениями людей, убийствами и незаконным оборотом оружия.
- Наркокартель Энвигадо — колумбийская организованная преступная группировка с штаб-квартирой в городе Энвигадо, департамент Антьокия.
- Картель Северной долины — колумбийский наркокартель, действовавший в основном в департаменте Валье-дель-Каука. Картель стал известен во второй половине 1990-х годов, после распада Медельинского картеля и картеля Кали. В последнее время наркокартель возглавляли братья Луис Энрике и Хавьер Антонио Калле Серна (он же Лос-Комба), последний был экстрадирован в 2012 году в Соединенные Штаты.
- Лос Растрохос — колумбийская организованная преступная группировка, созданная Уилбером Варела[англ.] и одним из лидеров ультраправых группировок, Диего Растрохо. Является одним из четырёх самых влиятельных наркокартелей в стране, наряду с Народной революционной армией Колумбии[исп.], Лос Урабеньос[исп.] и Чёрными орлами[исп.].

Мексиканские наркокартели:
- Картель Синалоа — самый крупный наркокартель Мексики. Известен также как Guzmán-Loera Organization. На долю картеля приходится до 60% всего наркотрафика в США. 31 октября 2011 года в ходе масштабной спецоперации в американском штате Аризона сотрудники правоохранительных органов арестовали 70 человек, подозреваемых в контрабанде наркотиков. Все они, как сообщается, сотрудничали с мексиканским наркокартелем «Синалоа». Мексика захватила 599 самолетов и вертолетов, связанных с картелем Синалоа. Это почти в пять раз больше флота Aeromexico, хотя, надо отметить, большая часть самолетов картеля Синалоа небольших размеров - Cessna (самые популярные), Gulfsteam, Piper и другие. Лидером организации являлся наркобарон Хоакин Гусман Лоэра.
- Картель Ла Фамилиа — один из основных мексиканских наркокартелей, действовавший в 2006 − 2011 годах. Штаб-квартира картеля находилась в юго-западном штате Мичоакан. Ранее картель действовал в союзе с Лос-Сетас как часть картеля Гольфо.
- Картель Гольфо — криминальная организация в Мексике, занимающаяся международной торговлей наркотиками и другими видами криминальной деятельности. Картель Гольфо располагается на территории мексиканского города Матаморос. В конце девяностых годов картель нанял частное наёмное войско, теперь это независимый картель «Лос-Сетас», сформированный в 2006 году. Картель Гольфо занимается продажей и транспортировкой наркотиков, вымогательством и рэкетом.
- Картель «тамплиеров» – мексиканская преступная организация, созданная людьми, ранее входившими в Картель Ла Фамилиа. Образовался в 2011 году.
- Тихуанский картель — наркокартель, ведущая преступная группировка Мексики. Действует на северо-западе страны и является крупнейшим поставщиком кокаина из Мексики в США [1]. Тихуанский картель имеет в своем подчинении около 1000 бойцов.
- Картель Хуареса – также известный как «Организация Висенте Каррильо Фуэнтеса» — один из крупнейших мексиканских наркокартелей, базирующийся в городе Сьюдад-Хуарес (Чиуауа, Мексика). Картель поставляет в США и Европу кокаин, марихуану и героин.
- Картель Гвадалахары — мексиканский наркокартель, действовавший в 1980—1989 годах. Был основан Рафаэлем Каро Кинтеро, Мигелем Анхелем Феликсом Гальярдо и Эрнесто Фонсекой Карильо с целью трафика кокаина и марихуаны в Соединенные Штаты. Один из первых мексиканских наркокартелей, сотрудничавших с колумбийской наркомафией. Главный доход картелю Гвадалахары приносила торговля кокаином.
- Картель Нового поколения Халиско — одна из новейших и наиболее быстро растущих преступных группировок Мексики. В настоящее время картель борется с Лос-Сетас за контроль над городами Гвадалахара, Халиско и Веракрус. CJNG также действует в штатах Найярита, Мичоакан, Колима и Гуанахуато. В то время как этот картель известен прежде всего своими столкновениями с Лос-Сетас, также он боролся против группировки La Resistencia за контроль над Халиско и окружающих его территорий.
- Картель Бельтран Лейва — один из крупнейших наркокартелей в Мексике. Картель Бельтран Лейва ответственен за транзит и оптовую торговлю кокаина, производство и оптовую торговлю марихуаной и героином, управляет многочисленными транзитными коридорами торговли наркотиками, и участвует в контрабанде людьми, отмывании денег, вымогательстве, похищении, убийствах и контрабанде оружия. Долгое время картель Бельтран Лейва сотрудничал с картелем «Синалоа», но после предательства их главаря Хоакина Гусмана лидеры картеля отделились от «картеля Синалоа».
- Картель Миленио — также известный как Картель де-лос-Валенсия — мексиканский наркокартель, возникший в штате Мичоакан. В настоящее время базируется в штате Халиско.
- Картель тихоокеанского южного побережья — мексиканская организованная преступная группировка, состоящяя из остатков картеля Бельтран Лейва. Была основана в мексиканском штате Морелос. Один из наиболее влиятельных наркокартелей в Мексике[1]. Активность группировки значительно снизилась с середины 2011 года, после ареста лидеров Хулио де Хесус Радилла Эрнандеса и Виктора Вальдеса.
- Независимый картель Акапулько
- Лос Сетас — криминальная организация Мексики, занимающаяся международной торговлей наркотиками и другими видами криминальной деятельности. Этот наркокартель укомплектован дезертирами из элитных частей мексиканской армии (спецназ GAFE (Grupo Aeromóvil de Fuerzas Especiales) и стрелковой парашютной бригады (BFP)), связан с коррумпированными чиновниками из федерального правительства и местных администраций и полицейскими офицерами, кроме этого, в картель вступили бывшие военнослужащие Гватемалы.